# ゲレンデ番長
ゲレンデ番長（ -ばんちょう）は、静岡エフエム放送（K-MIX）のラジオ番組「K-MIX Radio the Boom!」内で、毎週木曜日17:25からおよそ9分間放送されていたコーナーである。

## 出演者
高橋正純

## 概要
- 2008年9月末まで同時間帯に放送されていた「ジーパン先生」の後継コーナー。
- 毎週お題が出され、リスナーがボケ回答を投稿する。
- 高橋が最も面白いと判定した作品の投稿者（MBP、もすと ばか ぱーそん）には、スノータウンYetiの一日招待券が2枚贈られる。
- 番組の最後約3分には「ゲレンデ番長 電話インタビュー」と題して、高橋とYetiの関連人物が電話トークする。
- 投稿作品の一部は番組ホームページに掲載された[1]。

## 備考
- ダジャレ系、乳首系の作品は採用されやすい。
- 2008年8月18日の番組オープニングで、高橋が「電車に乗っているとき、向かえに座っているおじさんのタンクトップから乳首が出ていた」と発言以降、乳首系の作品投稿が増えた[2]。
- ディレクターのレイニー川崎が面白いと思った作品には、笑い声の効果音が流される。普通のネタの時よりも下ネタの時の方がSEの音量が大きい。